# Dichomitus eucalypti
Dichomitus eucalypti är en svampart som beskrevs av Ryvarden 1985. Dichomitus eucalypti ingår i släktet Dichomitus och familjen Polyporaceae.   Inga underarter finns listade i Catalogue of Life.